# مديرية لومبيني
مديرية لومبيني هي مديرية من المديريات الأرعة عشر في النيبال. وهي مقر مدينة لومبيني.